# Plana de Mont
Plana de Mont és una obra de Santa Pau (Garrotxa) inclosa a l'Inventari del Patrimoni Arquitectònic de Catalunya.

## Descripció
Can Plana del Munt és un gran casal de planta rectangular, amb els vessants encarats cap a les façanes principals. Disposa de planta baixa i un pis superior. És molt notable la façana oest amb la porta principal i una gran escala de pedra sostinguda per la paret d'un gran pou de planta circular. Actualment es troba totalment arranjada, potser massa restaurada, per a segona residència. Annexes a la casa es troben diverses construccions aixecades recentment que no defugen del tipus constructiu que les envolta.

## Història
Una petita llinda situada sota d'una porxada dona la data de construcció de la casa: "2 d'abril de 1665 Isidro Mas Prevere". Segons Ramon Grabolosa: "Hi havia hagut, dispersos, uns vint-i-cinc masos. D'alguns només en resten els murs i els teulats enfonsats. Però llurs noms són ben evocadors: Bellaguarda, Bonavista, Pratdevall, la Guàrdia, la Ginabreda, Casuca, Planadevall, Jan Petit, Planademunt, etc. Damunt els pujols que llinden amb les terres de Mieres hi ha rastres de qui-sap-les edificacions; i una torre de senyals (…)". (pàg. 168)